# جرئت کن عاشقم شی
جرئت کن عاشقم شی (انگلیسی: Dare to Love Me; کره‌ای: 함부로 대해줘) یک مجموعه تلویزیونی محصول کره جنوبی بر پایه وب‌تونی در ناور وب‌تون با همین نام اثر سون وو و با بازی کیم میونگ سو و لی یو یونگ است. این مجموعه از ۱۳ مه تا ۲ ژوئیه ۲۰۲۴، روزهای دوشنبه و سه شنبه ساعت ۲۲:۱۰ (کی‌اس‌تی) از کی‌بی‌اس۲ پخش شد. این مجموعه همچنین برای استریم در نتفلیکس و ویکی در مناطق منتخب قابل دسترسی است.

## بازیگران

### اصلی
- کیم میونگ سو در نقش شین یون بوک[۶][۱۰][۱۱]
- لی یو یونگ در نقش کیم هونگ دو[۶][۱۰]